# Fusafungine
Fusafungine (INN), còn được gọi là fusafungin, là một hoạt chất được sử dụng trong kháng sinh để điều trị nhiễm trùng mũi và họng. Nó cũng sở hữu đặc tính chống viêm. Fusafungine là một hỗn hợp của enniatin cyclohexadepsipeptides tạo thành từ xen kẽ D axit và L -α-hydroxyvaleric - N axit -methylamino dư lượng, được sản xuất bởi ascomycete Fusarium lateritium, và tiếp thị bởi Servier dưới tên thương mại Locabiotal, Bioparox, và Locabiosol.
Theo một nghiên cứu phân tích gộp được thực hiện ở Anh về hiệu quả của fusafungine trong rhinopharingitis, người ta phát hiện ra rằng tỷ lệ bệnh nhân cho thấy sự cải thiện trong các triệu chứng từ ngày 0 đến ngày 4 nhiễm là 61,5% với fusafungine vs 46,8% khi so với giả dược.
Vào tháng 2 năm 2016, Cơ quan Dược phẩm Châu Âu đã khuyến nghị rút fusafungine khỏi thị trường do các phản ứng dị ứng hiếm gặp nhưng nghiêm trọng (chủ yếu là phế quản).